# Xyliphius anachoretes
Xyliphius anachoretes är en fiskart som beskrevs av Estrela Figueiredo och S.John Britto 2010. Xyliphius anachoretes ingår i släktet Xyliphius och familjen Aspredinidae. Inga underarter finns listade i Catalogue of Life.